# LIPU
LIPU, Итальянская лига защиты птиц (итал. Lega Italiana Protezione Uccelli, англ. Italian League for Bird Protection) - итальянская благотворительная организация, основанная в 1965 году.
LIPU занимается защитой дикой природы, уделяя особое внимание охране птиц и мест их обитания, является партнером BirdLife International в Италии.
Лига насчитывает около 42 тысяч сторонников и содержит 58 природных центров охраны окружающей среды и реабилитации птиц и других животных («оазисов»), которые ежегодно посещают более 200 тысяч человек.
Итальянская лига защиты птиц работает преимущественно по четырём основным направлениям:
- защита природы и животных, в том числе борьба с незаконной охотой на птиц;[3][4]
- исследовательские природоохранные проекты (c 1997 года LIPU имеет статус исследовательской организации);
- экологическое просвещение и повышение осведомленности общества в вопросах сохранения дикой природы, включая экологическое образование в школах;
- борьба за совершенствование европейского и итальянского природоохранного законодательства и за более строгое соблюдение действующих норм охраны природы.